# Deutsch-polnischer Nachbarschaftsvertrag

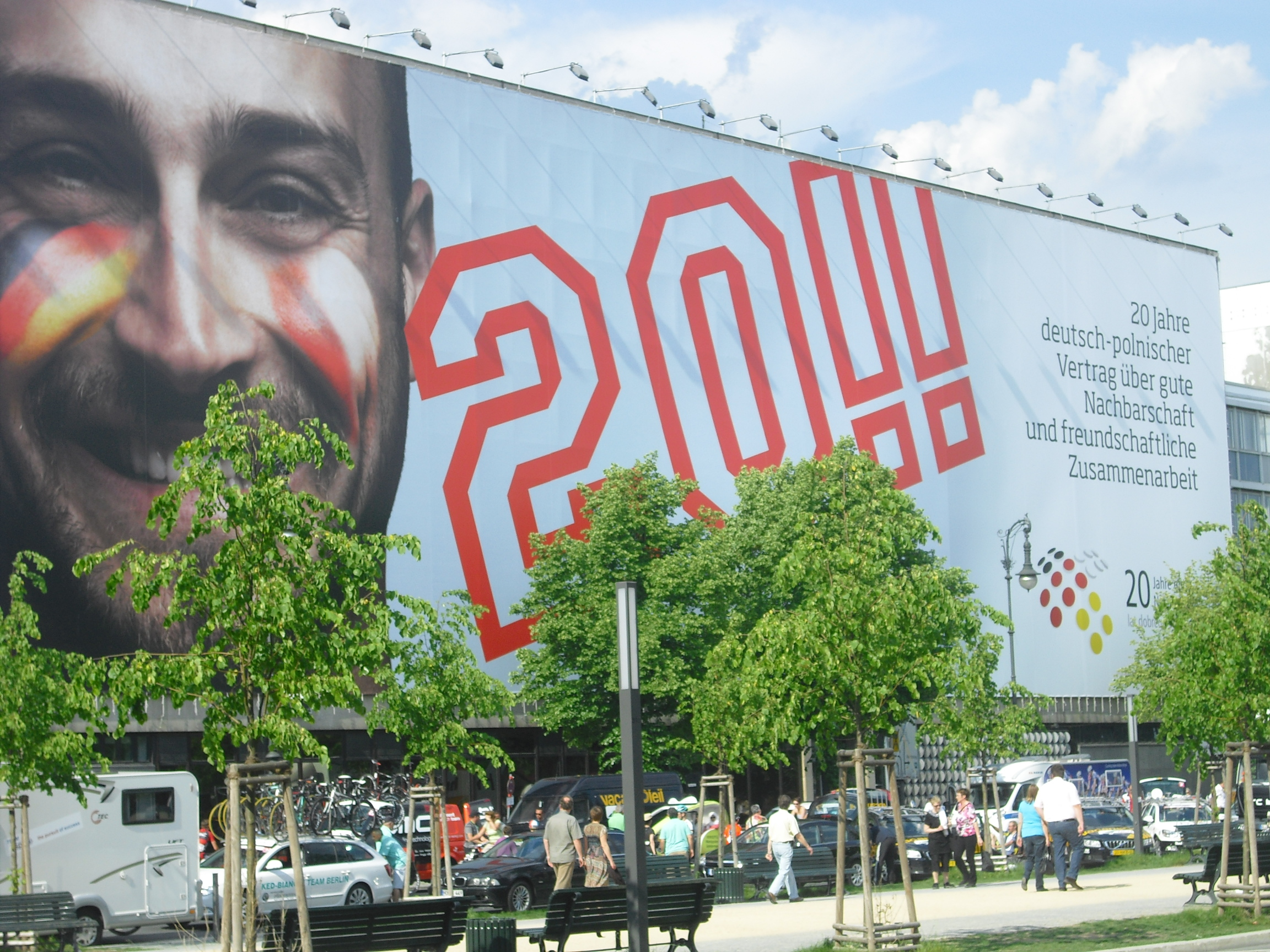
Plakat in Berlin anlässlich des 20. Jahrestags der Vertragsunterzeichnung

Der deutsch-polnische Nachbarschaftsvertrag (amtlich Vertrag zwischen der Bundesrepublik Deutschland und der Republik Polen über gute Nachbarschaft und freundschaftliche Zusammenarbeit, polnisch Traktat między Rzeczypospolitą Polską a Republiką Federalną Niemiec o dobrym sąsiedztwie i przyjaznej współpracy z 17.06.1991 r.) wurde am 17. Juni 1991 in Bonn von Helmut Kohl (Bundeskanzler), Hans-Dietrich Genscher (Bundesaußenminister), Jan Krzysztof Bielecki (Ministerpräsident Polens) und Krzysztof Skubiszewski (polnischer Außenminister) unterzeichnet. Er ergänzt den im Herbst 1990 ausgehandelten deutsch-polnischen Grenzvertrag, der eine der Vorbedingungen seitens der Alliierten für die deutsche Wiedervereinigung war.
Beide Verträge wurden Ende 1991 von den Parlamenten ratifiziert und traten am 16. Januar 1992 in Kraft.
Im Juni 2011 beschlossen die deutsche und die polnische Regierung in Warschau eine gemeinsame Erklärung zum 20. Jahrestag des deutsch-polnischen Nachbarschaftsvertrags. Darin setzen beide Seiten auf eine künftig noch engere Partnerschaft, um „den Versöhnungsprozess zwischen Deutschen und Polen fortzusetzen“.
Geplant ist unter anderem die Entwicklung des Jugend- und Wissenschaftleraustauschs. Die polnischstämmigen Deutschen und die deutsche Minderheit in Polen sollen bei der Pflege ihrer kulturellen Identität und ihrer Muttersprache unterstützt werden. Angestrebt wird ferner eine Verbesserung der Verkehrswege zwischen beiden Ländern sowie eine enge Partnerschaft in der EU und auf internationaler Ebene.

## Sonstiges
Ebenfalls am 17. Juni 1991 unterzeichneten die oben Genannten das Abkommen über die Gründung des Deutsch-Polnischen Jugendwerks (DPJW). Das DPJW nahm Anfang 1993 seine Arbeit auf.